# 워크 오브 셰임
《워크 오브 셰임》(영어: Walk of Shame)은 2014년 공개된 미국의 코미디 영화이다.

## 줄거리
로스앤젤레스 지역 방송국 KZLA6 뉴스 진행자 메건은 새 뉴스 프로그램 진행자 자리에서 떨어진 뒤 클럽에서 술에 진탕 취했다가 바텐더 고든의 집에서 한밤중에 알몸으로 깨어난다.
메건은 고든의 집 전화기로 본인 휴대 전화 음성 메시지를 확인하다가 방송국에서 자신을 다시 적임자로 고려하고 있다는 소식을 듣는다. 고든의 집에서 몰래 빠져나온 메건은 바로 코앞에서 안에 핸드백이 든 자가용을 견인 당하면서 돈도, 전화기도, 이동 수단도 없는 신세가 된다. 이후 방송국에 제시간에 출근하기 위한 메건의 험난한 여정이 시작된다.

## 출연
- 엘리자베스 뱅크스 - 메건 마일스 역
- 제임스 마즈든 - 고든 역
- 길리언 제이컵스 - 로즈, 메건의 절친 역
- 세라 라이트 - 데니즈, 메건의 절친 역
- 이선 수플리 - 데이브 순경 역
- 빌 버 - 월터 순경 역
- 올리버 허드슨 - 카일, 메건의 전 남자친구 역
- 윌리 가슨 - 댄 칼린 역
- 로런스 길리어드 주니어 - 스크릴라, 크랙 코카인 마약상 역
- 앨폰소 매콜리 - 푸키 역
- 케빈 닐런 - 초퍼 스티브 역
- P. J. 번 - 모셰, 유대인 역
- 켄 더비티언 - 택시 기사 역
- 티그 노타로 - 차량 견인 업체 직원 역
- 니시 내시 - 버스 기사 역
- 브라이언 캘런
- 제리 마이너
- 엘리자베스 촘코
- 스티븐 브릴

## 기타 제작진
- 배역: 제니퍼 L. 스미스, 트리샤 우드
- 미술: 페리 앤덜린 블레이크
- 세트: 캐런 오하라
- 의상: 린지 매케이
- 헤어: 셰릴 마크스
- 제작 관리: 테드 기들로
- 조감독: 스티븐 E. 헤이건
- 음향 편집 감독: 스티븐 티크노어
- 특수 시각 효과 감독: 데이비드 링언펠서